# Diocesi di Katiola
La diocesi di Katiola (in latino Dioecesis Katiolaensis) è una sede della Chiesa cattolica in Costa d'Avorio suffraganea dell'arcidiocesi di Korhogo. Nel 2021 contava 107.187 battezzati su 999.245 abitanti. È retta dal vescovo Honoré Beugré Dakpa.

## Territorio
La diocesi comprende il dipartimento di Ferkessédougou nella regione delle Savane e i dipartimenti di Katiola e Dabakala nella regione della Valle del Bandama in Costa d'Avorio.
Sede vescovile è la città di Katiola, dove si trova la cattedrale di Santa Giovanna d'Arco.
Il territorio è suddiviso in 25 parrocchie.

## Storia
La prefettura apostolica di Korogo fu eretta il 17 novembre 1911 con il breve Quae Catholico di papa Pio X, ricavandone il territorio dalla prefettura apostolica della Costa d'Avorio (oggi arcidiocesi di Abidjan).
Il 15 maggio 1952 in virtù della bolla Inter adversa di papa Pio XII la prefettura apostolica fu elevata a vicariato apostolico, assumendo il nome di vicariato apostolico di Katiola.
Il 14 settembre 1955 il vicariato apostolico è stato elevato a diocesi con la bolla Dum tantis dello stesso papa Pio XII.
Il 13 settembre 1963 e il 15 ottobre 1971 ha ceduto porzioni del suo territorio a vantaggio dell'erezione rispettivamente delle diocesi di Abengourou e di Korhogo (quest'ultima è oggi arcidiocesi).
Originariamente suffraganea dell'arcidiocesi di Abidjan, il 19 dicembre 1994 è entrata a far parte della provincia ecclesiastica di Korhogo.

## Cronotassi dei vescovi
Si omettono i periodi di sede vacante non superiori ai 2 anni o non storicamente accertati.
- Pierre Kernivinen, S.M.A. † (2 gennaio 1912 - 1919 dimesso)
- Joseph Diss, S.M.A. † (8 luglio 1921 - 1º ottobre 1938 dimesso)
- Edmond Édouard Wolff, S.M.A. † (7 gennaio 1939 - 4 agosto 1939 deceduto)
- Louis Wach, S.M.A. † (9 febbraio 1940 - 26 aprile 1947 dimesso)
- Emile Durrheimer, S.M.A. † (17 ottobre 1947 - 7 luglio 1977 dimesso)
- Jean-Marie Kélétigui † (7 luglio 1977 - 10 ottobre 2002 dimesso)
- Marie-Daniel Dadiet † (10 ottobre 2002 - 19 marzo[1] 2004 nominato arcivescovo di Korhogo)
- Ignace Bessi Dogbo (19 marzo 2004 - 3 gennaio 2021 nominato arcivescovo di Korhogo)
  - Sede vacante (dal 2021)
- Honoré Beugré Dakpa, dal 13 maggio 2023

## Statistiche
La diocesi nel 2021 su una popolazione di 999.245 persone contava 107.187 battezzati, corrispondenti al 10,7% del totale.
| anno | popolazione | popolazione | popolazione | presbiteri | presbiteri | presbiteri | presbiteri                | diaconi | religiosi | religiosi | parrocchie |
| anno | battezzati  | totale      | %           | numero     | secolari   | regolari   | battezzati per presbitero | diaconi | uomini    | donne     | parrocchie |
| ---- | ----------- | ----------- | ----------- | ---------- | ---------- | ---------- | ------------------------- | ------- | --------- | --------- | ---------- |
| 1949 | 11.021      | 1.000.000   | 1,1         | 22         | 22         |            | 500                       |         |           | 17        | 10         |
| 1970 | 26.329      | 642.343     | 4,1         | 40         | 8          | 32         | 658                       |         | 42        | 39        | 16         |
| 1980 | 28.900      | 312.000     | 9,3         | 27         | 5          | 22         | 1.070                     |         | 26        | 17        | 5          |
| 1990 | 37.170      | 354.500     | 10,5        | 26         | 8          | 18         | 1.429                     |         | 21        | 26        | 14         |
| 1999 | 48.942      | 490.000     | 10,0        | 26         | 9          | 17         | 1.882                     |         | 21        | 28        | 16         |
| 2000 | 48.935      | 498.000     | 9,8         | 29         | 14         | 15         | 1.687                     |         | 18        | 28        | 17         |
| 2001 | 49.655      | 498.000     | 10,0        | 33         | 18         | 15         | 1.504                     |         | 19        | 28        | 17         |
| 2002 | 51.075      | 544.776     | 9,4         | 41         | 27         | 14         | 1.245                     |         | 22        | 25        | 18         |
| 2006 | 52.124      | 547.251     | 9,5         | 41         | 32         | 9          | 1.271                     |         | 13        | 25        | 20         |
| 2013 | 68.500      | 585.000     | 11,7        | 44         | 39         | 5          | 1.556                     |         | 11        | 25        | 21         |
| 2016 | 91.500      | 651.000     | 14,1        | 48         | 40         | 8          | 1.906                     |         | 16        | 19        | 22         |
| 2019 | 105.187     | 750.380     | 14,0        | 47         | 39         | 8          | 2.238                     |         | 16        | 19        | 22         |
| 2021 | 107.187     | 999.245     | 10,7        | 51         | 43         | 8          | 2.101                     |         | 16        | 19        | 25         |